# 村山源
村山 源（むらやま げん、2005年6月27日 - ）は、鹿児島県鹿屋市出身のプロ野球選手（内野手・育成選手）。右投右打。読売ジャイアンツ所属。

## 経歴

### プロ入り前
鹿屋中央高等学校では遊撃手のレギュラーを務め、3年夏の鹿児島大会で決勝に進出したが神村学園に敗れ、3年間で甲子園大会出場はなかった。高校通算9本塁打。
2023年10月26日に開催されたドラフト会議にて、読売ジャイアンツから育成2位指名を受けた。11月13日に支度金290万円、年俸360万円で仮契約した。背番号は004。

### 巨人時代
2024年8月29日のオイシックス新潟戦で公式戦初本塁打を記録した。イースタン・リーグでは16試合に出場し、打率.208、1本塁打、1打点という成績だった。オフに、監督の阿部慎之助から増量を提案された。
2025年は同じ内野手である中田歩夢や、ドラフト1位で入団してきた内野手の石塚裕惺が相次いで負傷離脱したこともあり、3月19日から二軍に合流した。

## 選手としての特徴
50m走5秒9、遠投105mを記録するなど身体能力が高く、投手としても最速145km/hを計測していた。

## 詳細情報

### 背番号
- 004（2024年[7] - ）